# Janusia caudata
Janusia caudata är en tvåhjärtbladig växtart som först beskrevs av Adrien Henri Laurent de Jussieu, och fick sitt nu gällande namn av August Heinrich Rudolf Grisebach. Janusia caudata ingår i släktet Janusia och familjen Malpighiaceae. Inga underarter finns listade i Catalogue of Life.